# 南京路 (高雄市)
南京路（Nanjing Rd.）為高雄市鳳山區的南北向主要道路，起端於國泰路二段口銜接議會路，末端於五甲一路口銜接中崙路。未來高雄捷運黃線也將行經本路段。

## 行經行政區域
- 鳳山區

## 沿線設施
（由北至南）
- 七七抗戰紀念碑
- 衛武營都會公園
- 高雄市立忠孝國民中學
- 小北百貨高雄新富店
- 遠傳電信鳳山南京加盟門市
- 瑞隆三角公園

## 公共自行車
- 高雄市公共自行車租賃系統：
  - 忠孝國中(國興街)：國興街/南京路口東北側
  - 南京南京路326巷口：南京路/南京路326巷(東南側)
  - 南京新富路口：南京路與新富路口(北側)
  - 南京南京路226巷口：南京路/南京路226巷(東南側)

## 相關連結
- 高雄市主要道路列表